# Guardians of the Galaxy (film)
Guardians of Galaxy er en amerikansk superheltefilm baseret på Marvel Comics' superheltehold af samme navn, produceret af Marvel Studios og distribueret af Walt Disney Studios Motion Pictures. Filmen er instrueret af James Gunn, der også skrev manuskriptet med Chris McCoy og Nicole Perlman. Chris Pratt, Zoe Saldana, Dave Bautista, Bradley Cooper og Vin Diesel spiller hovedrollerne.
Filmen havde dansk premiere 31. juli 2014

## Rolleliste
- Chris Pratt i rollen som Peter Quill/Star-Lord
- Zoe Saldana i rollen som Gamora
- Dave Bautista i rollen som Drax the Destroyer
- Bradley Cooper i rollen som Rocket Raccoon (stemme)
- Vin Diesel i rollen som Groot (stemme)
- Lee Pace i rollen som Ronan the Accuser
- Michael Rooker i rollen som Yondu Udonta
- Karen Gillan i rollen som Nebula
- Djimon Hounsou i rollen som Korath the Pursuer
- John C. Reilly i rollen som Corpsman Dey
- Glenn Close i rollen som Nova Prime
- Benicio del Toro i rollen som The Collector
- Ophelia Lovibond i rollen som Carina
- Laura Haddock i rollen som Meredith Quill
- Peter Serafinowicz i rollen som Denarian Saal
- Gregg Henry i rollen som Grandpa
- Brendan Fehr i rollen som Corpsman Dey's Partner
- Tomas Arana i rollen som Kree Ambassador
- Nathan Fillion i rollen som Monstrous Inmate
- Alexis Denisof i rollen som The Other
- Josh Brolin i rollen som Thanos (ukreditteret)

## Musik
| Guardians of the Galaxy | Guardians of the Galaxy          | Guardians of the Galaxy      | Guardians of the Galaxy | Guardians of the Galaxy | Guardians of the Galaxy | Guardians of the Galaxy | Guardians of the Galaxy | Guardians of the Galaxy | Guardians of the Galaxy |
| #                       | Titel                            | Artist                       | Længde                  |                         |                         |                         |                         |                         |                         |
| ----------------------- | -------------------------------- | ---------------------------- | ----------------------- | ----------------------- | ----------------------- | ----------------------- | ----------------------- | ----------------------- | ----------------------- |
| 1.                      | "Hooked on a Feeling"            | Blue Swede                   | 2:52                    |                         |                         |                         |                         |                         |                         |
| 2.                      | "Go All the Way"                 | Raspberries                  | 3:21                    |                         |                         |                         |                         |                         |                         |
| 3.                      | "Spirit in the Sky"              | Norman Greenbaum             | 4:02                    |                         |                         |                         |                         |                         |                         |
| 4.                      | "Moonage Daydream"               | David Bowie                  | 4:41                    |                         |                         |                         |                         |                         |                         |
| 5.                      | "Fooled Around and Fell in Love" | Elvin Bishop                 | 4:35                    |                         |                         |                         |                         |                         |                         |
| 6.                      | "I'm Not in Love"                | 10cc                         | 6:03                    |                         |                         |                         |                         |                         |                         |
| 7.                      | "I Want You Back"                | The Jackson 5                | 2:58                    |                         |                         |                         |                         |                         |                         |
| 8.                      | "Come and Get Your Love"         | Redbone                      | 3:26                    |                         |                         |                         |                         |                         |                         |
| 9.                      | "Cherry Bomb"                    | The Runaways                 | 2:17                    |                         |                         |                         |                         |                         |                         |
| 10.                     | "Escape (The Piña Colada Song)"  | Rupert Holmes                | 4:37                    |                         |                         |                         |                         |                         |                         |
| 11.                     | "O-o-h Child"                    | Five Stairsteps              | 3:13                    |                         |                         |                         |                         |                         |                         |
| 12.                     | "Ain't No Mountain High Enough"  | Marvin Gaye og Tammi Terrell | 2:29                    |                         |                         |                         |                         |                         |                         |
| 44:35                   |                                  |                              |                         |                         |                         |                         |                         |                         |                         |